# 교동로 (여주시)
교동로는 여주시 교동을 지나는 도로이다. 여주역이 이 도로의 주소를 받았다.